# Ruth Dirx
Ruth Dirx (* 25. Oktober 1913 in Siegen; † 1994) war eine deutsche Autorin, die vor allem durch ihre Bücher zu pädagogischen und psychologischen Themen bekannt wurde.

## Leben und Wirken
Ruth Dirx besuchte die Schule in Langenberg und in Duisburg und studierte anschließend Sozialpädagogik. Danach arbeitete sie als Kindergärtnerin und war Leiterin eines Kindergartens.
1942 heiratete sie Willi Dirx, mit dem sie ab 1951 Studienreisen nach Frankreich, England, Spanien, Portugal, Osteuropa und die USA unternahm.

## Werke
Ruth Dirx schrieb über 30 Bücher und war an etwa zehn Büchern als Mitautorin oder Herausgeberin beteiligt. Mehrere ihrer Bücher wurden in die französische, holländische, slowenische, spanische und italienische Sprache übersetzt.
- Das Elternbuch. Erziehung zwischen Autorität und Partnerschaft. Henn, Ratingen 1962.
- Das Kind, das unbekannte Wesen. Geschichte, Soziologie, Pädagogik. von Schröder, Hamburg 1964.
- Gaukler, Kinder, kluge Köpfe. Das Spiel einst und jetzt. Fackelträger, Hannover 1968
- Kinder brauchen gute Eltern. Das Buch für Mütter und Väter. Econ, Düsseldorf 1970, ISBN 3-430-12100-0.
- Kinder brauchen gute Schulen. Econ, Düsseldorf 1971, ISBN 3-430-12101-9.
- Kinder brauchen Freunde. Econ, Düsseldorf 1973, ISBN 3-430-12103-5.
- Eines Tages, als die Schule abgeschafft wurde. Beltz und Gelberg, Weinheim, Basel 1975, ISBN 3-407-80601-9.
- Wir sind da. Senioren werden aktiv. Klens, Düsseldorf 1980, ISBN 3-87309-045-7.
- Sie dachten Utopia. christliche und soziale Entwürfe gestern und heute. Burckhardthaus, Gelnhausen 1982, ISBN 3-7664-2031-3.
- Languedoc, Roussillon. Graphium-Press, Wuppertal 1991, ISBN 3-927283-06-1.

Herausgaben
- Alte Kinderreime. Bilder von Willi Dirx. Neue Deutsche Schule Verlags-Gesellschaft, Essen 1958.
- Kinderreime. Graphik und Bilder von Liselotte Schwarz. Büchergilde Gutenberg, Frankfurt am Main 1963.
- Was tun Sie, wenn Sie einen Menschen lieben? Jugenddienst, Wuppertal 1967.
- Von Friedrich Engels bis Heinrich Böll. Respektlose Stimmen aus dem Wuppertal. Mit Zeichnungen von Friedrich Engels. Hammer, Wuppertal 1968.
- Weihnachten feiern. Erzählungen, Lieder, Gedichte, Spiele, Basteln, Kochen und Backen. Mohn, Gütersloh 1976, ISBN 3-579-03582-7.
- Freizeit – Familienzeit. Geschichten, Spiele, Gedichte. Butzon und Bercker, Kevelaer 1989, ISBN 3-7666-9621-1.